# Women’s Big Bash League 2021/22
Die Women’s Big Bash League 2021/22 war die siebte Ausgabe der Women’s Big Bash League, der australischen Twenty20-Cricket-Liga für Franchises für Frauen. Die Saison wurde zwischen dem 14. Oktober und dem 27. November 2021 ausgetragen. Im Finale konnten sich die Perth Scorchers gegen die Adelaide Strikers mit 12 Runs durchsetzen.

## Franchises
Seit der Gründung der Liga nehmen die folgenden acht Franchises an dem Turnier teil.
| Franchise           | Farbe          | Stadt     |
| ------------------- | -------------- | --------- |
| Adelaide Strikers   | Blau           | Adelaide  |
| Brisbane Heat       | Türkis         | Brisbane  |
| Hobart Hurricanes   | Lila           | Hobart    |
| Melbourne Renegades | Rot            | Melbourne |
| Melbourne Stars     | Grün           | Melbourne |
| Perth Scorchers     | Orange         | Perth     |
| Sydney Sixers       | Pink           | Sydney    |
| Sydney Thunder      | Electric Green | Sydney    |

## Format
Die acht Franchises spielten in einer Gruppe gegen jedes andere Team jeweils zwei Mal. Die vier Erstplatzierten der Gruppe qualifizierten sich für die Playoffs die im K.-o.-System ausgetragen wurden.

## Gruppenphase
Tabelle
| Teams               | Sp. | S | N | NR | P  | RR     |
| ------------------- | --- | - | - | -- | -- | ------ |
| Perth Scorchers     | 14  | 9 | 3 | 2  | 20 | +0.649 |
| Melbourne Renegades | 14  | 8 | 4 | 2  | 18 | −0.149 |
| Brisbane Heat       | 14  | 8 | 5 | 1  | 17 | +0.517 |
| Adelaide Strikers   | 14  | 7 | 6 | 1  | 15 | +0.707 |
| Melbourne Stars     | 14  | 5 | 7 | 2  | 12 | −0.385 |
| Hobart Hurricanes   | 14  | 5 | 8 | 1  | 11 | −0.258 |
| Sydney Thunder      | 14  | 4 | 8 | 2  | 10 | −0.301 |
| Sydney Sixers       | 14  | 4 | 9 | 1  | 9  | −0.704 |

Spiele
| 14. Oktober Scorecard | Hobart (BA) | Melbourne Stars 99-1 (11/11)        | – | Sydney Sixers 10.2-4 (10.2/11) |
|                       |             | Sydney Sixers gewinnt mit 6 Wickets |   |                                |

| 16. Oktober Scorecard | Hobart (BA) | Hobart Hurricanes 121 (20)                | – | Melbourne Renegades 125-4 (19.2) |
|                       |             | Melbourne Renegades gewinnt mit 6 Wickets |   |                                  |

| 16. Oktober Scorecard | Hobart (BA) | Adelaide Strikers 140-7 (20)          | – | Sydney Thunder 110 (19.2) |
|                       |             | Adelaide Strikers gewinnt mit 30 Runs |   |                           |

| 17. Oktober Scorecard | Hobart (BA) | Perth Scorchers 137-7 (20) / 14/0 (0.4)                | – | Brisbane Heat 139-9 (20) / 12/2 (1) |
|                       |             | Unentschieden (Perth Scorchers gewinnt mit Super Over) |   |                                     |

| 19. Oktober Scorecard | Hobart (BA) | Hobart Hurricanes 152-4 (20)          | – | Melbourne Stars 89 (19.2) |
|                       |             | Hobart Hurricanes gewinnt mit 63 Runs |   |                           |

| 19. Oktober Scorecard | Hobart (BA) | Brisbane Heat 162-5 (20)          | – | Perth Scorchers 103 (17.2) |
|                       |             | Brisbane Heat gewinnt mit 59 Runs |   |                            |

| 20. Oktober Scorecard | Hobart (BA) | Melbourne Renegades 126-6 (20)          | – | Adelaide Strikers 129-2 (17.3) |
|                       |             | Adelaide Strikers gewinnt mit 8 Wickets |   |                                |

| 20. Oktober Scorecard | Hobart (BA) | Melbourne Stars 139-3 (20)          | – | Sydney Sixers 109-8 (20) |
|                       |             | Melbourne Stars gewinnt mit 30 Runs |   |                          |

| 23. Oktober Scorecard | Launceston (IP) | Hobart Hurricanes 107-5 (16) | – | Adelaide Strikers |
|                       |                 | No Result                    |   |                   |

| 23. Oktober Scorecard | Launceston (IP) | Melbourne Stars | – | Brisbane Heat |
|                       |                 | Abgesagt        |   |               |

| 23. Oktober Scorecard | Launceston (UTS) | Sydney Thunder | – | Sydney Sixers |
|                       |                  | Abgesagt       |   |               |

| 23. Oktober Scorecard | Launceston (UTS) | Perth Scorchers | – | Melbourne Renegades |
|                       |                  | Abgesagt        |   |                     |

| 24. Oktober Scorecard | Launceston (IP) | Brisbane Heat 104-5 (11/11)      | – | Adelaide Strikers 99-4 (11/11) |
|                       |                 | Brisbane Heat gewinnt mit 5 Runs |   |                                |

| 24. Oktober Scorecard | Launceston (UTS) | Sydney Sixers 118-4 (20)                  | – | Melbourne Renegades 120-3 (17) |
|                       |                  | Melbourne Renegades gewinnt mit 7 Wickets |   |                                |

| 24. Oktober Scorecard | Launceston (UTS) | Perth Scorchers 186-2 (20)          | – | Sydney Thunder 105-9 (20) |
|                       |                  | Perth Scorchers gewinnt mit 81 Runs |   |                           |

| 26. Oktober Scorecard | Launceston (UTS) | Melbourne Stars 108-7 (20)          | – | Sydney Thunder 96-5 (20) |
|                       |                  | Melbourne Stars gewinnt mit 12 Runs |   |                          |

| 26. Oktober Scorecard | Launceston (UTS) | Hobart Hurricanes 132-8 (20)        | – | Brisbane Heat 138-2 (18.3) |
|                       |                  | Brisbane Heat gewinnt mit 8 Wickets |   |                            |

| 27. Oktober Scorecard | Launceston (UTS) | Perth Scorchers 142-5 (20)             | – | Melbourne Renegades 133-8 (20) |
|                       |                  | Melbourne Renegades gewinnt mit 9 Runs |   |                                |

| 27. Oktober Scorecard | Launceston (UTS) | Melbourne Stars 144-4 (20)              | – | 147-4 (19.2) |
|                       |                  | Hobart Hurricanes gewinnt mit 6 Wickets |   |              |

| 30. Oktober Scorecard | Perth (LHP) | Melbourne Renegades 142-7 (20)          | – | Sydney Sixers 130-9 (20) |
|                       |             | Melbourne Renegades gewinnt mit 12 Runs |   |                          |

| 30. Oktober Scorecard | Launceston (UTS) | Sydney Thunder 133-5 (20)          | – | Melbourne Stars 114-8 (20) |
|                       |                  | Sydney Thunder gewinnt mit 19 Runs |   |                            |

| 30. Oktober Scorecard | Perth (LHP) | Perth Scorchers 121-5 (20) / 12/0 (0.2)               | – | Adelaide Strikers 121-8 (20) / 9/2 (1) |
|                       |             | Unentschieden (Perth Scorchers gewinnt im Super Over) |   |                                        |

| 30. Oktober Scorecard | Launceston (UTS) | Brisbane Heat 170-6 (20)          | – | Hobart Hurricanes 156-9 (20) |
|                       |                  | Brisbane Heat gewinnt mit 14 Runs |   |                              |

| 31. Oktober | Launceston (UTS) | Sydney Thunder 146-6 (20)          | – | Hobart Hurricanes 109-8 (20) |
|             |                  | Sydney Thunder gewinnt mit 37 Runs |   |                              |

| 31. Oktober Scorecard | Perth (LHP) | Adelaide Strikers 160-5 (20)              | – | Melbourne Renegades 162-4 (19.4) |
|                       |             | Melbourne Renegades gewinnt mit 6 Wickets |   |                                  |

| 31. Oktober Scorecard | Launceston (UTS) | Brisbane Heat 95-9 (20)               | – | Melbourne Stars 99-2 (16.4) |
|                       |                  | Melbourne Stars gewinnt mit 8 Wickets |   |                             |

| 23. Oktober Scorecard | perth (LHP) | Sydney Sixers 161-3 (20)          | – | Perth Scorchers 117-9 (20) |
|                       |             | Sydney Sixers gewinnt mit 44 Runs |   |                            |

| 3. November Scorecard | Perth (WACA) | Sydney Sixers 141-4 (20)          | – | Hobart Hurricanes 110-7 (20) |
|                       |              | Sydney Sixers gewinnt mit 31 Runs |   |                              |

| 3. November Scorecard | Perth (WACA) | Perth Scorchers 194-2 (20)          | – | Melbourne Renegades 154-6 (20) |
|                       |              | Perth Scorchers gewinnt mit 40 Runs |   |                                |

| 6. November Scorecard | Launceston (UTS) | Melbourne Renegades 207-4 (20)          | – | Brisbane Heat 192 (20) |
|                       |                  | Melbourne Renegades gewinnt mit 15 Runs |   |                        |

| 6. November Scorecard | Adelaide (KRO) | Melbourne Stars 126-4 (14/14)       | – | Adelaide Strikers 89-8 (14/14) |
|                       |                | Melbourne Stars gewinnt mit 37 Runs |   |                                |

| 6. November Scorecard | Perth (WACA) | Hobart Hurricanes 137-8 (20)         | – | Perth Scorchers 135-8 (20) |
|                       |              | Hobart Hurricanes gewinnt mit 2 Runs |   |                            |

| 7. November Scorecard | Adelaide (AO) | Sydney Thunder 143-7 (20)            | – | Brisbane Heat 144-5 (18.2) |
|                       |               | Brisbanes Heat gewinnt mit 5 Wickets |   |                            |

| 7. November Scorecard | Adelaide (AO) | Melbourne Stars 103 (20)                  | – | Melbourne Renegades 104-3 (14.1) |
|                       |               | Melbourne Renegades gewinnt mit 7 Wickets |   |                                  |

| 7. November Scorecard | Launceston (UTS) | Hobart Hurricanes 96 (20)             | – | Perth Scorchers 99-5 (15.3) |
|                       |                  | Perth Scorchers gewinnt mit 5 Wickets |   |                             |

## Viertelfinale
| 24. November Scorecard | Adelaide | Brisbane Heat 114-8 (20)                | – | Adelaide Strikers 118-2 (16.3) |
|                        |          | Adelaide Strikers gewinnt mit 8 Wickets |   |                                |

## Halbfinale
| 26. November Scorecard | Adelaide | Melbourne Renegades 83-8 (20)           | – | Adelaide Strikers 86-1 (10.5) |
|                        |          | Adelaide Strikers gewinnt mit 9 Wickets |   |                               |

## Finale
| 27. November Scorecard | Perth | Perth Scorchers 146-5 (20)          | – | Adelaide Strikers 134-6 (20) |
|                        |       | Perth Scorchers gewinnt mit 12 Runs |   |                              |